# Eileen Barnes
Eileen Barnes (1876 - 1956) fue una notable artista botánica, reconocida por sus cuidadosas representaciones de la vida de las plantas de Irlanda.

## Biografía
Eileen nació en 1876 en la casa paterna, en Dublín. Era la menor de Edwin y Elizabeth McKay. Su padre era un comerciante minorista de vino que tenía despacho en la calle Great Britain Street; y, en el 57 Camden Street. Barnes asistió a la Escuela de Rutland para Niñas en Dublín, pasando a inscribirse en la Escuela de Arte Metropolitano de Dublín en 1898 y 1899. Ella parece haber recibido un Certificado de Maestro de Arte en 1899. Inmediatamente después de dejar la Escuela de Arte, Barnes trabajó como institutriz en County Tipperary, enseñando a las dos hijas de Anna Maria Cooper-Chadwick.

## Carrera
Ocupó la mayoría de su carrera trabajando en el Museo Nacional de Irlanda de historia natural, asistiendo al naturalista Robert Lloyd Praeger y a la botánica Matilda Knowles, así como creando modelos para las exposiciones del museo. Su asociación con el Museo Nacional de Historia Natural de Irlanda, en Dublín empezó en 1907, cuando registró modelos de huevos de un ornitorrinco. En 1909, ya aparece trabajando en el museo, instalando maquetas de exposición, construyendo modelos de hábitats naturales, y modelos de cera. Muchos de esos ejemplos, como la fuente de roca y de mamíferos, aún se exhiben en el piso de tierra del Museo de Historia Natural. Su posición formal dentro del Museo no está clara, siendo referida como miembro de personal o como "artista del Museo".
Barnes ilustró cephalopoda para Annie Massy, de los recogidos por la Expedición antártica británica de 1910 a 1913. Emprendió trabajos de ilustración similares para la experta de esponjas, Jane Stephens, ilustrando un número de sus publicaciones. También ilustró Foraminifera recogidas durante la Expedición a la isla Clare. Su obra fue muy apreciada por Praeger, que incluso la honró con su epónimo, nombrando a Sedum barnesianum. 
Sus ilustraciones fueron presentadas en monografías y libros numerosos, y aún hoy altamente considerados, especialmente sus sedums (Sedum) y sempervivums (puerros de casa). Trabajó con Robert Francis Scharff reconstruyendo e ilustrando especímenes del ciervo irlandés gigante. También emprendió algún trabajo cartográfico para la Encuesta Geológica de Irlanda, y restaurando artefactos arqueológicos de la Real Academia de Irlanda.
Fue miembro del Club de Naturalistas de Dublín, desde 1913. Se confirma que ella recolectó especímenes de líquenes, por un espécimen encontrado en el herbario de los Jardín Botánico Nacional de Irlanda.

## Últimos años
Se retiró de su trabajo con el Museo, hacia marzo de 1947, aun así continuó restaurado artefactos en la década de 1950. Vivió con su madre y hermanos hasta su muerte. Ninguno de sus cinco hermanos, que alcanzaron la edad adulta se casó, lo que significa que Barnes no tenía una familia cercana cuando falleció en 1956. Ni su nacimiento ni muerte de Barnes fue oficialmente registrado, con su fecha de deceso sin documentos, hasta 2015. Fue admitida en el Hospital Sir Patrick Dun el 13 de febrero de 1956, sometida a una operación de "quemaduras extensas" el 27 de febrero. Más tarde murió el 12 de marzo y fue inhumada junto a sus hermanos Herbert y Edith el 14 de marzo de 1956.

## Otras lecturas
- Stars, shells, and bluebells : women scientists and pioneers. Dublin: Women in technology and science. 1997. ISBN 0953195309.